# Alton (California)
Alton es un área no incorporada ubicada en el condado de Humboldt en el estado estadounidense de California.

## Geografía
Alton se encuentra ubicada en las coordenadas 40°32′51″N 124°8′27″O / 40.54750, -124.14083.